# Kachal (Nepal)
Kachal (nep. कचल) – gaun wikas samiti w zachodniej części Nepalu w strefie Lumbini w dystrykcie Palpa. Według nepalskiego spisu powszechnego z 2001 roku liczył on 564 gospodarstw domowych i 3353 mieszkańców (1731 kobiet i 1622 mężczyzn).